# Tiger Woods
Eldrick "Tiger" Woods (født 30. december 1975 i Cypress, Californien, USA) er en amerikansk golfspiller. Han anses for at være en af alle tiders bedste spillere. Han er en af kun fem spillere, der har vundet alle fire majors.
Han har i flere år toppet verdensranglisten og har imponerende 82 sejre på PGA touren. Tiger Woods er nu oppe på siden af Sam Snead, som også har 82 sejre. Tiger har nu passeret 120 millioner dollars i præmiepenge på PGA-Touren - højest af alle nogensinde. 
Det er også blevet til 43 sejre på European Tour.
Til sammenligning havde Jack Nicklaus vundet 12 PGA Tour turneringer, inden han blev 25. Tiger vandt 24 PGA Tour turneringer, inden han blev 25. I årene mellem 20 og 30 (alder) havde Jack Nicklaus 30 sejre – Tiger 46.
Tiger vandt sin første major-sejr i 1997, US Masters på Augusta National. Siden er det blevet til 15 major-sejre i alt, den seneste var US Masters i foråret 2019.
Tiger hed fra fødslen Eldrick Woods, men er blevet kaldt (Tiger) efter sin fars (Earl Woods) vietnamesiske ven, der reddede Earl under Vietnamkrigen. Som 21 årig tog han officielt fornavnet Tiger.
Om aftenen den 27. november 2009 kom Woods ud for en mindre SUV-ulykke. Efter ulykken kom det frem at han havde haft affærer med op til flere kvinder, hvilket han bekræftede i en pressemeddelelse. Det medførte at han i januar 2010 blev indlagt på et krisecenter, angiveligt med henblik på afvænning pga. et stort behov for sex.
Han genoptog golfspillet ved den næste major, men måtte gå hele 2010 sæsonen uden en sejre på PGA touren. Dette gjorde at han for første gang ikke havde spillet sig ind i Ryder Cup truppen. Det endte dog med at han fik et Wild Card og deltog. 
Han bærer ofte rødt tøj under turneringer (især om søndagen), fordi han tror at farven bringer held, da han havde den på da han vandt sin første masters-turnering i 1997.
Efter en lang periode med sekundære placeringer vandt Tiger Woods igen, da han på Bay Hills, Florida, vandt Arnold Palmer Invitational den 25. marts 2012. Det var 7. gang i alt at han vandt dette trofæ.

## Utroskab og følgende tilbagegang
I 2009 kom det frem, at Woods i flere år havde levet et dobbeltliv sammen med adskillige kvinder - ved siden af sit ægteskab med den svenskfødte Elin Nordegren. Skandalen blev startskuddet til en række afsløringer og medieoptrædener fra nogle af de kvinder, som Woods havde haft affærer med.
Som konsekvens af afsløringerne, valgte flere af Tiger Woods' prominente sponsorer - herunder Accenture, AT&T, Gatorade, General Motors og Gillette at trække sig. Woods' største sponsor, Nike, valgte dog at forblive sponsor, ligesom EA Sports, der samarbejder med Woods om deres golfspil til computer og konsol, forblev sponsor. Det estimeres, at det samlede tab til aktionærer og andre stakeholder af Woods' sponsorer ligger i omegnen af 80 mia. kr. som direkte konsekvens af skandalen.
Grundet en række udeblivelser fra turneringer som konsekvens af rehabilitering, faldt Tiger Woods' indtjening (præmiepenge) fra over $10 mio. i 2009 til kun godt $100.000 i 2014.

## Sejre i major-turneringer
- US Masters
  - 1997, 2001, 2002, 2005, 2019
- US Open
  - 2000, 2002, 2008
- British Open
  - 2000, 2005, 2006
- US PGA
  - 1999, 2000, 2006, 2007